# Nationaltheatret Station (T-bane)
Nationaltheatret Station (Nationaltheatret stasjon) er en T-banestation som ligger under 7. juni-plassen i Oslo Centrum, lige ved Nationaltheatret. Den er forbundet med jernbanestationen med samme navn, med jernbanestationen liggende under T-banestationen. Gangafstanden mellem jernbanrstationen og T-banestationen er mindre end på Oslo S.
T-banestationen ligger på T-banens fællesstrækning mellem Majorstuen Station og Stortinget Station. Den blev åbnet 26. juni 1928 som den første undergrundsstation i Oslo. Frem til Stortinget station blev åbnet, var Nationaltheatret endestation for alle vestlige T-banelinier. Stationen befinder sig i et sving, således at perronen er buet og der kan dermed være en relativ stor afstand mellem vogn og perron enkelte steder. Stationen ligger 0,7 km fra Stortinget og ligger 5,4 meter over havet.